# دمیتری زوگانوف
دمیتری زوگانوف (روسی: Дмитрий Викторович Зюганов؛ زادهٔ ۲۷ فوریهٔ ۱۹۷۴) ورزشکار اهل روسیه است.